# Royaume-Uni au Concours Eurovision de la chanson 1985
Le Royaume-Uni était représenté au Concours Eurovision de la Chanson 1985 par Vikki Watson avec la chanson "Love Is". Elle a été choisi dans le cadre du processus de sélection nationale dans l'émission A Song for Europe et s'est classé quatrième à l'Eurovision, recevant 100 points.

## Sélection

### A Song for Europe 1985
Au total, 333 chansons ont été initialement soumises à la Music Publisher's Association, avec 8 chansons sélectionnées. Les auteurs-compositeurs ne pouvaient soumettre qu'un maximum de deux chansons à la MPA, mais leur identité n'a pas été divulguée aux juges de la MPA. En raison du mauvais accueil réservé à la candidature britannique au Concours Eurovision de la chanson de l'année précédente, la BBC a voulu revenir à la méthode utilisée pour sélectionner la candidature britannique utilisée de 1964 à 1975 et a contacté Bonnie Tyler et, lorsqu'elle n'était pas disponible, Lena Zavaroni pour représenter le Royaume-Uni et interpréter toutes les chansons présélectionnées. La MPA a rejeté le concept de la BBC, souhaitant que les compositeurs et les auteurs aient la possibilité de choisir leurs propres interprètes. Une règle de compromis a été introduite, stipulant qu'aucun groupe (plus de 2 artistes) n'était autorisé à participer et que les auteurs seraient limités à deux inscriptions chacun, mais cette règle n'était en vigueur que pour cette année. Les chansons ont été sélectionnées par environ 90 personnes, DJ, producteurs et éditeurs.
Parmi les auteurs-compositeurs et interprètes notables figuraient Paul Curtis, qui avait participé à la finale de l'Eurovision ainsi qu'un grand nombre de participations précédentes à diverses séries britanniques, notamment en écrivant la chanson gagnante en 1975. Ensemble, Curtis et Sacher avaient remporté le concours A Song for Europe 1984. Le chanteur glam rock des années 1970, Alvin Stardust (qui avait récemment fait son retour dans les charts) est apparu comme interprète, tout comme Fiona Kennedy, qui était à l'époque présentatrice de l'émission télévisée Record Breakers. Annabel est Annabel Layton qui a participé au concours A Song for Europe 1981 dans le cadre d'Unity. Des Dyer avait été le chanteur du groupe Casablanca qui s'était classé 3ème au concours A Song for Europe 1983. Il deviendra plus tard l'un des choristes britanniques au Concours Eurovision de la chanson 1988.

### Finale nationale
Le spectacle s'est ouvert avec un groupe de danseurs, dansant sur de vieilles chansons de l'Eurovision : "Making Your Mind Up", "Waterloo", "Puppet on a String", "Save Your Kisses for Me", "Boom Bang-a-Bang" et "Congratulations". Les artistes ont été présentés sur scène avec des sous-titres à l'écran, suivis du présentateur Terry Wogan. Les chansons avaient été présentées pour la première fois la semaine précédente dans l' émission télévisée Wogan.
Neuf jurys régionaux situés à Birmingham, Cardiff, Manchester, Belfast, Glasgow, Londres, Norwich, Plymouth et Bristol ont voté pour les chansons. Chaque région du jury a attribué 15, 12, 10, 9, 8, 7, 6 et 5 points aux chansons.
| Ordre | Artiste                      | Chanson                         | Auteur-compositeur(s)      | Points | Place |
| ----- | ---------------------------- | ------------------------------- | -------------------------- | ------ | ----- |
| 1     | Vikki                        | "Love Is..."                    | Jimmy Kaleth, Vikki Watson | 124    | 1     |
| 2     | Peter Beckett                | "I'm Crying"                    | Jonathan Cregg             | 59     | 7     |
| 3     | Alvin Stardust               | "The Clock on the Wall"         | Peter Vale, Mick Leeson    | 90     | 3     |
| 4     | James Oliver                 | "What We Say With Our Eyes"     | James Oliver               | 66     | 6     |
| 5     | Des Dyer                     | "Energy"                        | Clive Scott, Des Dyer      | 77     | 4     |
| 6     | Annabel                      | "Let Me Love You One More Time" | Paul Curtis, Graham Sacher | 72     | 5     |
| 7     | Kerri Wells                  | "Dancing in the Night"          | Paul Curtis, Graham Sacher | 101    | 2     |
| 8     | Mike Redway et Fiona Kennedy | "So Do I"                       | Mike Redway                | 59     | 7     |

| Votes détaillés du jury | Votes détaillés du jury         | Votes détaillés du jury | Votes détaillés du jury | Votes détaillés du jury | Votes détaillés du jury | Votes détaillés du jury | Votes détaillés du jury | Votes détaillés du jury | Votes détaillés du jury | Votes détaillés du jury | Votes détaillés du jury |
| Ordre                   | Chanson                         | Belfast                 | Birmingham              | Cardiff                 | Glasgow                 | Londres                 | Norwich                 | Bristol                 | Manchester              | Plymouth                | Total score             |
| ----------------------- | ------------------------------- | ----------------------- | ----------------------- | ----------------------- | ----------------------- | ----------------------- | ----------------------- | ----------------------- | ----------------------- | ----------------------- | ----------------------- |
| 1                       | "Love Is..."                    | 15                      | 15                      | 10                      | 15                      | 15                      | 12                      | 15                      | 12                      | 15                      | 124                     |
| 2                       | "I'm Crying"                    | 10                      | 5                       | 6                       | 9                       | 5                       | 8                       | 5                       | 6                       | 5                       | 59                      |
| 3                       | "The Clock on the Wall"         | 7                       | 8                       | 15                      | 8                       | 12                      | 9                       | 10                      | 9                       | 12                      | 90                      |
| 4                       | "What We Say With Our Eyes"     | 6                       | 9                       | 7                       | 12                      | 8                       | 5                       | 6                       | 7                       | 6                       | 66                      |
| 5                       | "Energy"                        | 9                       | 10                      | 12                      | 7                       | 7                       | 6                       | 9                       | 8                       | 9                       | 77                      |
| 6                       | "Let Me Love You One More Time" | 5                       | 7                       | 8                       | 10                      | 6                       | 10                      | 8                       | 10                      | 8                       | 72                      |
| 7                       | "Dancing in the Night"          | 12                      | 12                      | 9                       | 6                       | 10                      | 15                      | 12                      | 15                      | 10                      | 101                     |
| 8                       | "So Do I"                       | 8                       | 6                       | 5                       | 5                       | 9                       | 7                       | 7                       | 5                       | 7                       | 59                      |

| Porte-parole du jury | Porte-parole du jury |
| Jury                 | Porte-parole         |
| -------------------- | -------------------- |
| Belfast              | Jim Neilly           |
| Birmingham           | Paul Coia            |
| Cardiff              | Iwan Thomas          |
| Glasgow              | Viv Lumsden          |
| Londres              | Colin Berry          |
| Norwich              | Stewart White        |
| Bristol              | Vivien Creegor       |
| Manchester           | John Mundy           |
| Plymouth             | Christopher Slade    |

#### Discographie britannique
- Vikki - Love Is...: PRT 7P326 (7" Single)/12P326 (12" Single).
- Peter Beckett - I'm Crying: MCA MCA959.
- Alvin Stardust - (The) Clock On The Wall: Chrysalis ALVIN1 (Single retiré)/ALV3 (sortie EP).
- James Oliver - What We Say With Our Eyes: Ritz RITZ100.
- Des Dyer - Voice Of America^: Splash CPS1005.
- Annabell - Let Me Love You One More Time: Magnet MAG278.
- Kerri Wells - Dancing In The Night: Magnet MAG279.
- Redway & Kennedy - So Do I: MCA MCA960.

^ Sorti en 1986 avec des paroles alternatives. Piste originale sortie uniquement en Allemagne (TELDEC 6.14369).
(Pistes répertoriées par les détails de leur label qui, dans certains cas, ne correspondaient pas aux participants au concours.)

## À l'Eurovision
Le Royaume-Uni a concouru avec la chanteuse Vikki Watson et la chanson Love Is au Concours Eurovision de la chanson 1985, terminant à la quatrième place, gagnant 100 points au total. Bien que la chanson n'ait reçu les douze points d'aucun pays, elle a quand même réussi à marquer avec tous les jurys sauf un (Chypre). Le jury britannique a attribué ses douze points aux futurs gagnants, les Norvégiens Bobbysocks avec La det swinge.
La finale a été diffusée sur BBC 1 avec Terry Wogan fournissant le commentaire. Wogan a en fait commenté depuis le BBC TV Center à Londres car il souffrait de la grippe et ne pouvait pas se rendre à Göteborg. BBC Radio 2 a de nouveau décidé de ne pas diffuser le concours, mais le concours a été diffusé sur la radio des forces armées britanniques avec les commentaires de Richard Nankivell. Colin Berry a été le porte-parole du jury britannique.

### Vote
| Score     | Pays                                       |
| --------- | ------------------------------------------ |
| 12 points |                                            |
| 10 points | - Suisse - Turquie                         |
| 8 points  | - Italie - Luxembourg                      |
| 7 points  | - Finlande - Norvège                       |
| 6 points  | - Belgique - France - Portugal             |
| 5 points  | - Danemark - Allemagne - Irlande - Espagne |
| 4 points  | - Grèce - Suède                            |
| 3 points  |                                            |
| 2 points  | - Autriche - Israël                        |
| 1 point   |                                            |

| Score     | Pays      |
| --------- | --------- |
| 12 points | Norvège   |
| 10 points | Autriche  |
| 8 points  | Turquie   |
| 7 points  | Finlande  |
| 6 points  | Suisse    |
| 5 points  | Israël    |
| 4 points  | Espagne   |
| 3 points  | Irlande   |
| 2 points  | France    |
| 1 point   | Allemagne |